# Gefangen in einem temporären Fragment
Gefangen in einem temporären Fragment (Originaltitel: Timescape) ist die 25. Folge der sechsten Staffel der US-amerikanischen Science-Fiction-Fernsehserie Raumschiff Enterprise – Das nächste Jahrhundert. Sie wurde in den Vereinigten Staaten über Syndication vermarktet und erstmals am 14. Juni 1993 auf verschiedenen Fernsehsendern ausgestrahlt. In Deutschland war sie zum ersten Mal am 21. Juni 1994 in einer synchronisierten Fassung auf Sat.1 zu sehen.

## Handlung
Im Jahr 2369 bei Sternzeit 46944.2 sind Captain Jean-Luc Picard, sein zweiter Offizier Data, Schiffsberaterin Deanna Troi und Chefingenieur Geordi La Forge mit einem Runabout auf dem Weg von einer Konferenz zurück zur Enterprise. Als sie sich unterhalten, scheint es für Troi einen Moment lang so, als seien die anderen erstarrt. Nachdem es zu weiteren ähnlichen Vorfällen gekommen ist, stellt Data schließlich fest, dass das Runabout durch ein Gebiet fliegt, das von temporalen Störungen durchsetzt ist, in denen die Zeit ganz unterschiedlich schnell verläuft. Mit einigen davon ist das Runabout in Berührung gekommen.
Es gelingt, den Störungen auszuweichen und zum vereinbarten Treffpunkt mit der Enterprise zu gelangen, doch diese ist nicht da, denn sie hat den Kurs geändert, um dem Notruf eines romulanischen Schiffs nachzukommen. La Forge kann sie schließlich aufspüren, doch als das Runabout eintrifft, bietet sich Picard und seinen Leuten ein erschreckendes Bild: Beide Schiffe sind in einer temporalen Störung gefangen, in der die Zeit still zu stehen scheint. Die Systeme des romulanischen Schiffs werden mit einem von der Enterprise ausgesendeten Energiestrahl am Laufen gehalten. Gleichzeitig wird die Enterprise aber von den Romulanern beschossen. Die Sensoren des Runabouts liefern keine brauchbaren Ergebnisse über die Vorgänge auf den beiden Schiffen. Picard möchte daher auf die Enterprise beamen, um sich ein Bild von der Lage zu machen. Ein Außenteam würde jedoch unmittelbar in den Zeitrahmen überwechseln, der momentan auf der Enterprise herrscht; es bliebe also nicht genügend Zeit, um ihre drohende Zerstörung zu verhindern. Picard schlägt vor, die Mitglieder des Außenteams mit einem Subraum-Kraftfeld zu umgeben, durch das sie weiter im Zeitrahmen des Runabouts bleiben würden. Um eine Interaktion mit der Umgebung zu ermöglichen, müsste dieses Kraftfeld allerdings hauteng anliegen. Data modifiziert die Emitter entsprechend. Als er fertig ist, beamt er zusammen mit Picard und Troi auf die Enterprise.
Sie inspizieren die Brücke und stellen fest, dass diese leichte Beschädigungen aufweist. Drei Romulaner sind anwesend und der erste Offizier Will Riker liegt am Boden. Sie teilen sich auf, um andere Bereiche des Schiffs zu untersuchen. Troi begibt sich auf die Krankenstation, wo verletzte Romulaner versorgt werden. Mit Erschrecken stellt sie fest, dass einer der Romulaner eine Waffe auf Schiffsärztin Beverly Crusher abfeuert. Wenn die Zeit wieder mit normaler Geschwindigkeit verläuft, wird der Schuss sie töten. Troi verlässt die Krankenstation und übersieht dabei eine Romulanerin, die sich offenbar im gleichen Zeitrahmen wie sie bewegen kann. Troi begibt sich in den Transporterraum, wo Picard herausgefunden hat, dass Sicherheitschef Worf die Romulaner von ihrem Schiff auf die Enterprise evakuiert hat. Troi berichtet Picard von ihrer Entdeckung auf der Krankenstation, als sich Data meldet und sie in den Maschinenraum bittet. Er hat festgestellt, dass ein Warpkernbruch im Gange ist, der sich nicht mehr aufhalten lässt. Anhand einer Dampfwolke, die aus dem Warpkern strömt, konnte Data ermitteln, dass die Zeit hier doch nicht stillsteht, sondern nur extrem langsam verläuft. Er konnte berechnen, dass aus der Sicht des Zeitrahmens des Runabouts noch neun Stunden verbleiben, bis die Enterprise vernichtet wird. Da weiterhin unklar ist, warum die Enterprise das romulanische Schiff mit Energie versorgt, schlägt Data vor, sich auf dem anderen Schiff umzusehen. Picard wirkt plötzlich seltsam abgelenkt. Er malt mit seinem Finger ein lachendes Gesicht in die Dampfwolke, dann bricht er lachend und schreiend zusammen. La Forge beamt das Außenteam umgehend zurück aufs Runabout.
La Forge stellt fest, dass Picard teilweise den Auswirkungen des veränderten Zeitrahmens ausgesetzt war, und schlägt vor, die Dauer weiterer Ausflüge zu begrenzen. Picard bleibt auf dem Runabout zurück, um sich zu erholen. Statt ihm begibt sich La Forge zusammen mit Troi und Data auf das romulanische Schiff. Sie finden heraus, dass eine Rückkopplung im Energiestrahl verantwortlich für den Warpkernbruch auf der Enterprise ist, doch es hat nicht den Anschein, als hätten die Romulaner diese verursacht. Vielmehr scheinen sie versucht zu haben, die Verbindung zum Strahl zu trennen. Rätselhaft ist außerdem, dass der Energiekern des Schiffs völlig inaktiv ist, was eigentlich gar nicht möglich ist, denn die Romulaner benutzen als Energiequelle eine künstliche Quanten-Singularität, die sich nicht abschalten lässt, wenn sie einmal aktiviert ist. La Forge öffnet den Kern und entdeckt darin einen Wirbel mit mehreren dunklen Flecken. Data scannt ihn und identifiziert ihn als eine Öffnung in der Raumzeit, deren Energiesignatur mit den temporalen Störungen übereinstimmt, aber millionenfach stärker ist. Offenbar ist dies hier die Quelle all dieser Störungen. Bei den dunklen Flecken scheint es sich um Lebensformen zu handeln.
Plötzlich fluktuiert die Öffnung, die Zeit wird beschleunigt und verläuft für einige Sekunden in normaler Geschwindigkeit. Die Enterprise explodiert, doch dann verläuft die Zeit auf einmal rückwärts bis zum Beginn der Fluktuation und verläuft dann wieder extrem verlangsamt. Data glaubt, dass seine Scans die Fluktuation verursacht haben, und will zukünftig darauf verzichten. Das Außenteam richtet seine Aufmerksamkeit auf die Computeranzeigen, doch La Forge kommt etwas merkwürdig vor. Einer der Romulaner scheint nicht am gleichen Platz wie zuvor zu stehen. Als er dies laut ausspricht, wird er plötzlich von dem Romulaner angegriffen. Beide fallen zu Boden und La Forge erleidet einen lebensgefährlichen Nervenschock. Troi deaktiviert sein Kraftfeld, denn im normalen Zeitrahmen müsste er sofort sterben, so aber bleibt mehr Zeit, um nach einer Heilungsmöglichkeit zu suchen. Auch der Angreifer ist schwer verletzt. Data stellt fest, dass er gar kein Romulaner ist, sondern nur das Aussehen eines solchen angenommen hat. Troi und Data kehren mit ihm auf das Runabout zurück. Weitere Untersuchungen ergeben, dass sich der Fremde in einem temporalen Fluss befindet und wohl aus einem anderen Zeit-Kontinuum stammt. Seine Biomuster stimmen mit denen aus dem romulanischen Energiekern überein, doch letztere sind weniger komplex und Picard vermutet, dass sie sich in einer Art Embryonalstadium befinden. Der Fremde erwacht und bestätigt diese Vermutung. Er erklärt, er wollte seine Jungen beschützen. Seine Spezies benötigt natürliche Quanten-Singularitäten, um sie auszubrüten. Sie hatten sich den romulanischen Energiekern dafür ausgesucht, aber zu spät erkannt, dass er ungeeignet war. Der Energiestrahl der Enterprise, der den ausgefallenen Kern wieder starten sollte, gefährdete die Jungen, weshalb die Fremden die Enterprise angreifen mussten. Nach dieser Erklärung löst der Fremde sich auf. Er kann zuvor aber noch mitteilen, dass noch eine zweite Angehörige seines Volks hier ist.
Picard, Troi und Data überlegen, wie die Zerstörung der Enterprise verhindert werden kann. Troi kommt auf die Idee, ob die von Data verursachte Fluktuation der Öffnung noch einmal wiederholt werden könnte, nur in umgekehrter Reihenfolge, sodass die Zeit zuerst rückwärts und dann vorwärts verläuft. Data glaubt, dass er seinen Tricorder entsprechend modifizieren kann. Der Tricorder wird auf dem romulanischen Schiff positioniert, während sich Picard, Troi und Data auf die Enterprise begeben. Die Zeit läuft rückwärts bis zu einem Zeitpunkt vor dem Warpkernbruch. Picard will auf der Brücke die Situation erklären, Troi auf der Krankenstation die Tötung von Dr. Crusher verhindern und Data im Maschinenraum den Energiestrahl abstellen. Troi hat Erfolg und der Romulaner mit der Waffe erklärt, er wollte gar nicht Crusher treffen, sondern eine Fremde, die sich als Romulanerin getarnt hatte. Diese hat sich inzwischen in den Maschinenraum begeben und greift Data an – nicht ahnend, dass er eigentlich helfen will. Er kann sie überwältigen, kann dadurch aber nicht verhindern, dass der Energiestrahl aktiviert wird. Picard hat schließlich die rettende Idee: Zunächst lässt er La Forge von dem romulanischen Schiff auf die Krankenstation der Enterprise beamen, dann lenkt er per Fernsteuerung das Runabout direkt in den Energiestrahl. Es explodiert und der Strahl wird unterbrochen. Daraufhin verschwinden sowohl die fremde Frau als auch das romulanische Schiff. Der Warpkernbruch ist abgewendet und die temporalen Störungen lösen sich auf.
Im nachhinein hat Data festgestellt, dass für Menschen die Zeit gefühlt unterschiedlich schnell vergeht, mal langsam, mal schnell. Er testet darauf die Hypothese "Ein Kessel, den man beobachtet, kocht nie". Aber auch nach 61 Versuchen kocht bei ihm der Kessel jedes Mal nach 51.6 Sekunden. Er kann Zeit nicht anders empfinden als durch seinen internen Chronometer. Riker rät ihm daraufhin, diesen doch versuchsweise auszuschalten, aber allerdings auch nicht zu spät zum Dienst zu kommen.

## Besonderheiten

### Verbindungen zu anderen Star-Trek-Produktionen
In Gefangen in einem temporären Fragment wird auf mehrere frühere Folgen von Raumschiff Enterprise – Das nächste Jahrhundert Bezug genommen:
- Nach der Doppelfolge 3.26/4.01 (In den Händen der Borg / Angriffsziel Erde) werden hier zum zweiten und letzten Mal Notfall-Transportarmbänder verwendet.
- Wie bereits in Folge 5.24 (So nah und doch so fern) wird hier erneut ein romulanisches Schiff von der Enterprise mit einem Energiestrahl versorgt.
- Das Subraum-Kraftfeld, mit dem sich Picard und seine Leute vor der Wirkung der temporalen Fragmente schützen, wurde erstmals in der Doppelfolge 5.25/601 (Gefahr aus dem 19. Jahrhundert) benutzt.
- Counselor Troi benutzt die Entspannungstechnik „Plexing“, die sie erstmals in folge 6.02 (Todesangst beim Beamen) vorgestellt hatte.
- Troi besitzt Kenntnisse über die Antriebssysteme romulanischer Raumschiffe. Diese hatte sie in Folge 6.14 (Das Gesicht des Feindes) während einer Undercover-Mission auf einem romulanischen Kriegsschiff erlangt.

Der von Deanna Troi erwähnte Dr. Vassbinder wird später noch in je einer Folge von Raumschiff Enterprise – Das nächste Jahrhundert und Star Trek: Raumschiff Voyager erwähnt. Er ist nach einem ehemaligen Lehrer von Brannon Braga benannt.

### Besonderheiten der deutschen Synchronfassung
Bei dem deutschen Titel Gefangen in einem temporären Fragment handelt es sich um eine Fehlübersetzung, denn „temporär“ bedeutet „vorübergehend“/„zeitlich begrenzt“. Da es in der Folge jedoch um Zeitanomalien geht, hätte analog zum englischen Original die Bezeichnung „temporales Fragment“ („temporal“ = „die Zeit betreffend“) verwendet werden müssen.

## Produktion

### Drehbuch
Die Geschichte geht zurück auf einen Einzeiler von Mark Gehred-O’Connell der eine Folge über ein Schiff vorschlug, das in der Zeit feststeckt wie in Bernstein. Brannon Braga griff diese Idee begeistert auf und übertrug sie auf die Enterprise, an die Gehred-O’Connell dabei gar nicht gedacht hatte. Braga nahm sich vor, die von ihm geschriebene Folge 5.18 (Déjà-vu), in der es ebenfalls um Zeitreisen geht und die sehr positiv aufgenommen wurde, noch einmal zu übertreffen.

### Darsteller
Michael Bofshever, Darsteller eines Außerirdischen in Romulanergestalt, hatte zuvor bereits Toran in Folge 1.15 (Mulliboks Mond) von Star Trek: Deep Space Nine gespielt.
Patricia Tallman erhielt für ihre Darstellung einer Außerirdischen in Romulanergestalt keine Nennung in den Credits der Folge, obwohl es sich um eine Sprechrolle handelte.

### Modelle und Kulissen
Das Modell des Runabouts und die Kulisse seines Cockpits waren ursprünglich für die Spin-off-Serie Star Trek: Deep Space Nine angefertigt worden, wo in zahlreichen Folgen verschiedene Raumschiffe dieses Typs zu sehen sind. Gefangen in einem temporären Fragment ist die einzige Folge von Raumschiff Enterprise – Das nächste Jahrhundert, in der ein Runabout vorkommt. Es handelt sich auch um die einzige Star-Trek-Folge, in der die hinteren Räume eines Runabouts zu sehen sind.

## Rezeption
Keith DeCandido bewertete Gefangen in einem temporären Fragment 2012 auf tor.com als eine leicht überdurchschnittliche Folge von Raumschiff Enterprise – Das nächste Jahrhundert, die viel Spaß macht. Er fand aber, dass einige der rätselhaften Situationen, die auf der in der Zeit eingefrorenen Enterprise vorgefunden werden, nicht befriedigend aufgelöst werden.
Kevin Wong zählte Gefangen in einem temporären Fragment 2020 auf der Website gamespot.com zu den elf absonderlichsten Momenten von Raumschiff Enterprise – Das nächste Jahrhundert.